# Ашкала
Ашкала или Ашхала  (груз. აშკალა; арм. Աշխալա) — село в Грузии, в Цалкском муниципалитете мхаре (крае) Квемо-Картли. Село находится на высоте 1590 метров от уровня моря.

## Население
После русско-турецкой войны (1828—1829) здесь поселились армяне из Эрзурума, в основном из города Aşkale. Рядом с армянами живут, греки, грузины (аджарцы и другие). В Ашкале в 2002 году жило 2050 человек, в 2014 году 960 человек. Отсюда люди переселяются в Россию. Ашкала в 2002 году был первым в Цалкинском районе по численности армян.